# Punta Arenas
Punta Arenas je nejvýznačnější město na pobřeží Magalhãesova průlivu a hlavní město chilského regionu Magallanes a Chilská Antarktida a provincie Magallanes. Jde o třetí největší město v celé Patagonii, po Neuquénu a Comodoro Rivadavia. Obývá jej přibližně 123 tisíc obyvatel. Město leží asi 2200 km jižně od hlavního města Santiaga.
Prvním Evropanem v okolí Punta Arenas byl Fernão de Magalhães, který v roce 1520 proplul okolo při své cestě kolem světa.

## Etymologie
Dřívější britské navigační mapy označují dnešní poloostrov Brunswick jako 'Písečný bod'. Když začali Chilané v roce 1843 osidlovat oblast, pojmenovali nově vzniklé město 'Punta Arenosa', což je knižní přepis 'Písečného bodu' do španělštiny. Postupem času se název vyvinul do dnešní podoby. Někteří lidé také městu dříve říkali Magallanes, ale dnes se používá pro celý region.

## Historie
První osídlení vzniklo v roce 1584, když Španělé vybudovali na pobřeží Magalhaesova průlivu osadu Nombre de Jesús. Kvůli drsnému podnebí a obtížemi s obstaráváním potravy nemohla osada dlouho vydržet. Španělsko ale potřebovalo udržet kontrolu nad průlivem a loďmi tudy projíždějícími (převážně anglickými). Pro osadu se vžil název Puerto Hambre, tj. Přístav hladomoru. Paradoxně to byl anglický pirát Thomas Cavendish, kdo osvobodil poslední usedlíky v roce 1587.
V roce 1843 poslala chilská vláda expedici na jih země, aby vybudovala nová města. 18. prosince 1848 bylo založeno nové město Punta Arenas. Vláda ho začala používat, stejně jako v Argentině Ushuaiu, pro vězně s problematickým chováním. Mezi lety 1890 a 1940 se stala oblast okolo Punta Arenas jednou z nejdůležitějších oblastí chovu ovcí, přičemž nejbohatší společnost, Sociedad Explotadora de Tierra del Fuego, kontrolovala více než 10 000 km² patagonských pastvin.
Do vybudování Panamského průplavu byl ve městě poměrně často využíván přístav jako zastávka v místě, kde se lodě obrací zpět na sever. Dnes je spíše využíván pro turistické účely.

## Ekonomika
Punta Arenas je dnes živým a poměrně bohatým městem. Většina nevelkých chilských zásob ropy se nachází právě zde, stejně jako nekvalitní hnědé uhlí. Moderní elektrárna na metan byla postavena nedaleko města. Chov dobytka a ovcí je stále důležitým odvětvím, v okolí se těží dřevo a v pobřežních vodách se loví ryby. Město je důležitým turistickým centrem chilské části Patagonie.

## Podnebí
V červenci je průměrná teplota 1,7 °C, zatímco v lednu 10,8 °C. Roční průměr je 6,3 °C. Za rok spadne 397 mm srážek, přičemž v nejdeštivějším měsíci, květnu, je to 43 mm. Město bičují ostré větry, dosahující rychlosti až 130 km/h.

## Turistické cíle
- Kolonie tučňáků na Isla Magdalena.
- Přírodní mořský park Ostrov krále Jiřího (pozorování velryb).
- Seno Skyring (Skyringova zátoka)
- Puerto Hambre, původní španělská kolonie, která přestala fungovat. Na jejím místě vznikla námořní základna Port Famine. Zde se zastřelil Pringle Strokes, kapitán HMS Beagle, ve své kabině kvůli strašné depresi a prozatímní velení bylo předáno poručíkovi W. G. Skyringovi.

Město Punta Arenas má pestrou historii, která se odráží v jeho památkách:
- Přístav v Punta Arenas.
- Hřbitov v Punta Arenas, datovaný do roku 1840.
- Katedrála a kostel P. Marie Pomocnice
- Cerro Mirador a rezervace Magallanes s hezkým výhledem na Magalhãesův průliv.
- Pomník Fernaa de Magalhaese a škuneru Ancud

## Galerie

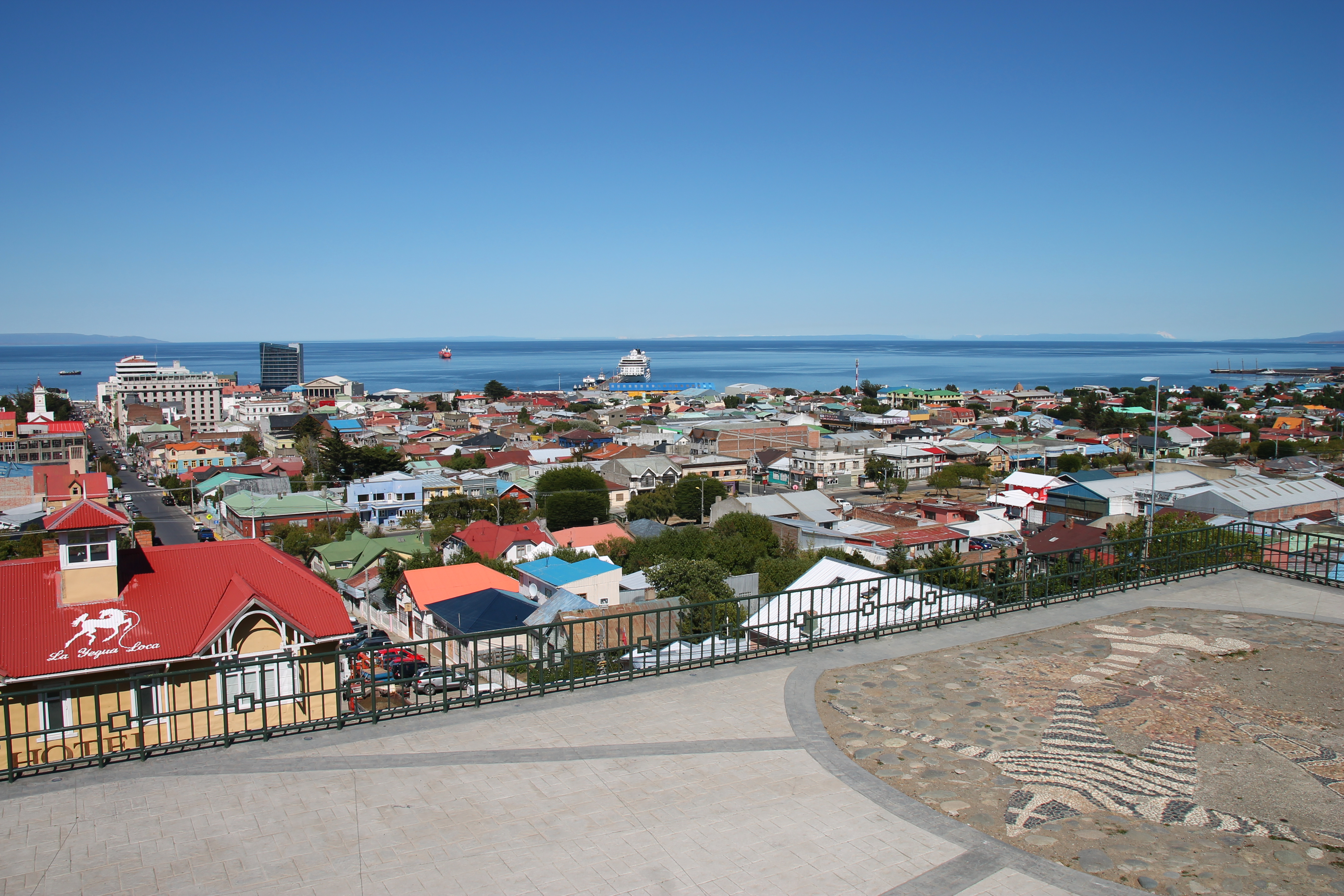
Město Punta Arenas z vyhlídky Cerro de la Cruz. V pozadí Magalhãesův průliv a Ohňové země (severní pobřeží a vpravo i Darwinovo pohoří)
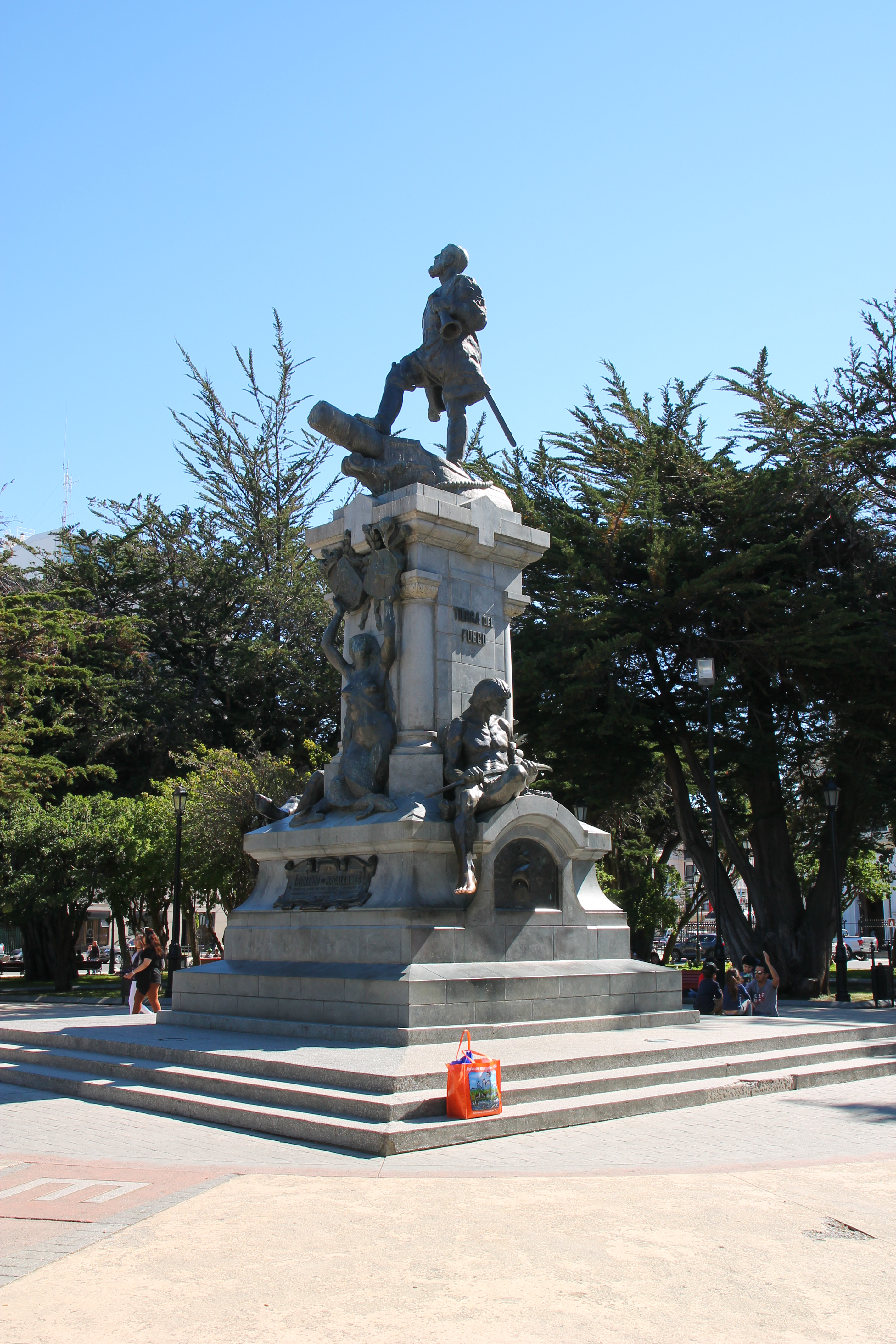
Památník Fernaa de Magalhaese v Punta Arenas
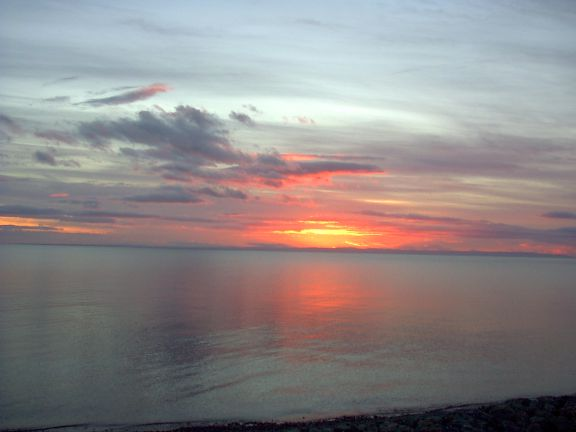
Východ Slunce nad Magalhãesovým průlivem
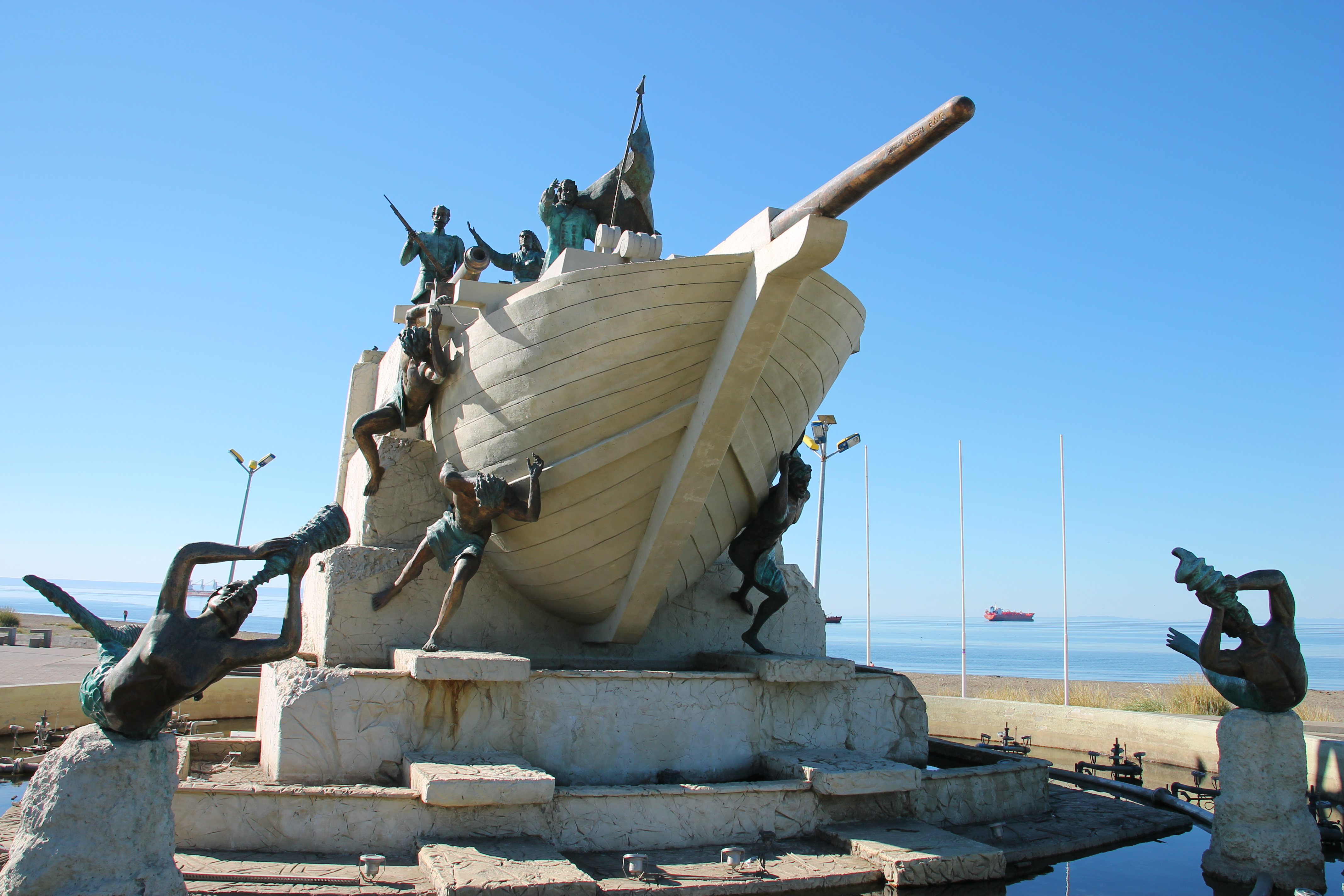
Památník škuneru Ancud
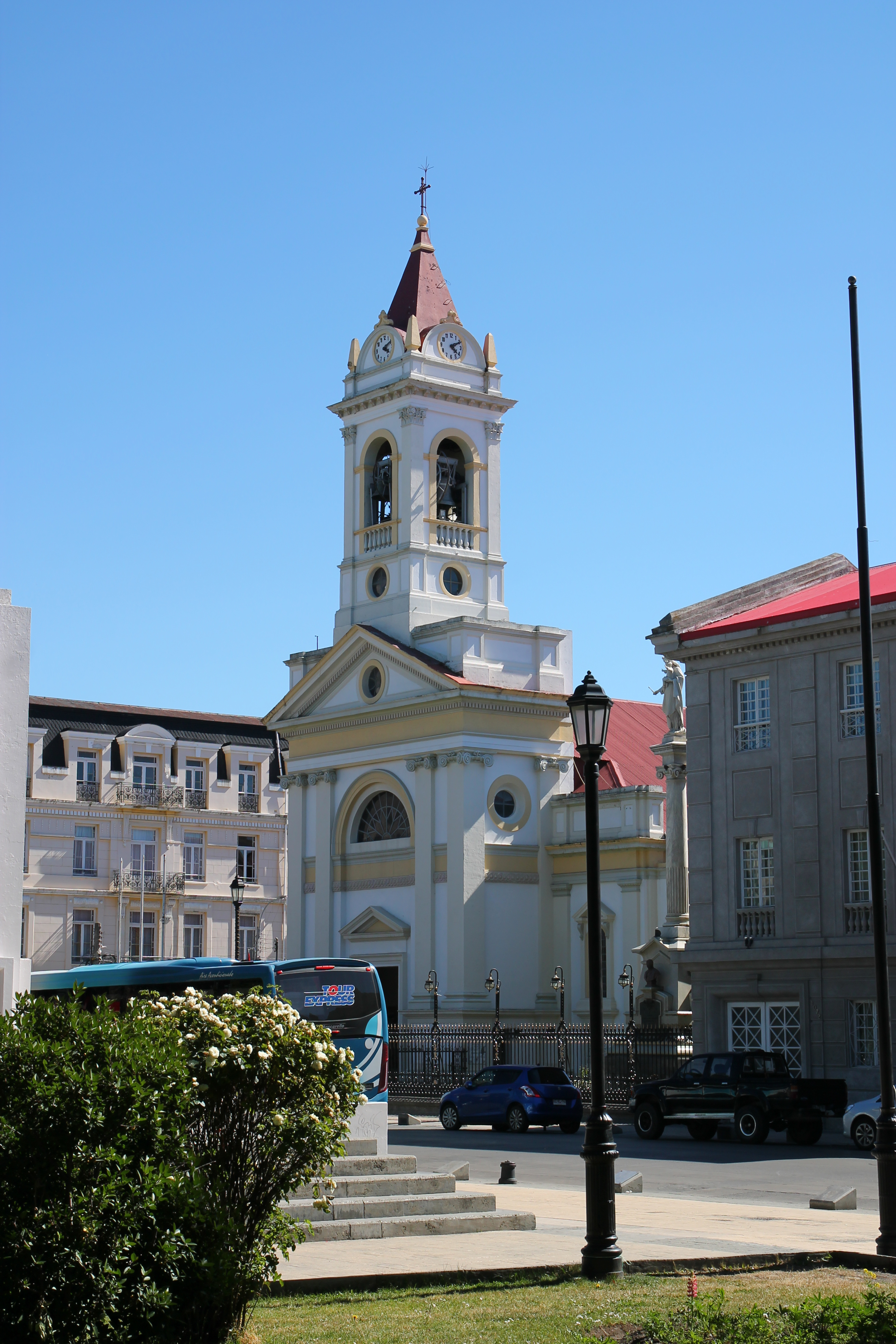
Katedrála
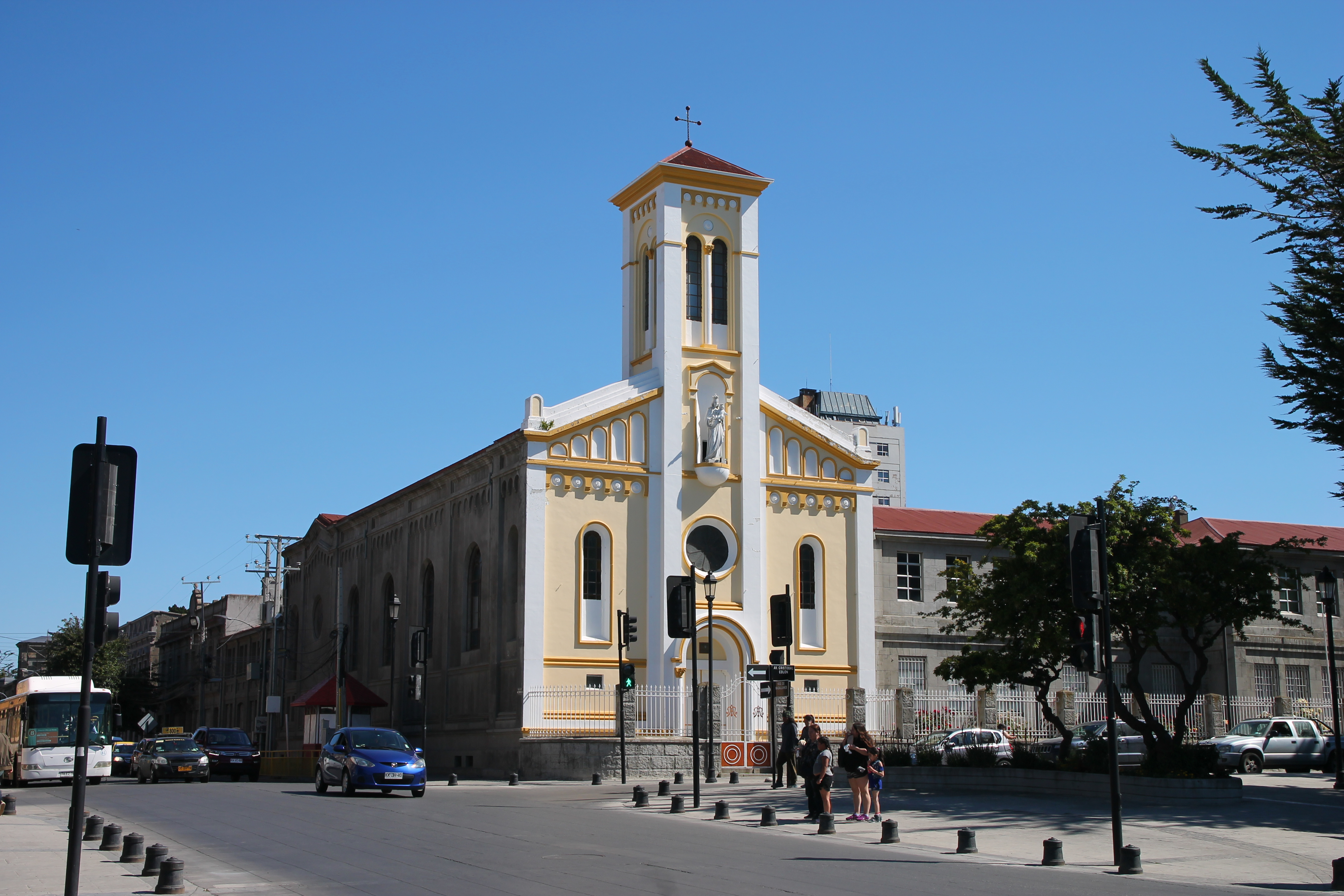
Kostel P. Marie Pomocnice
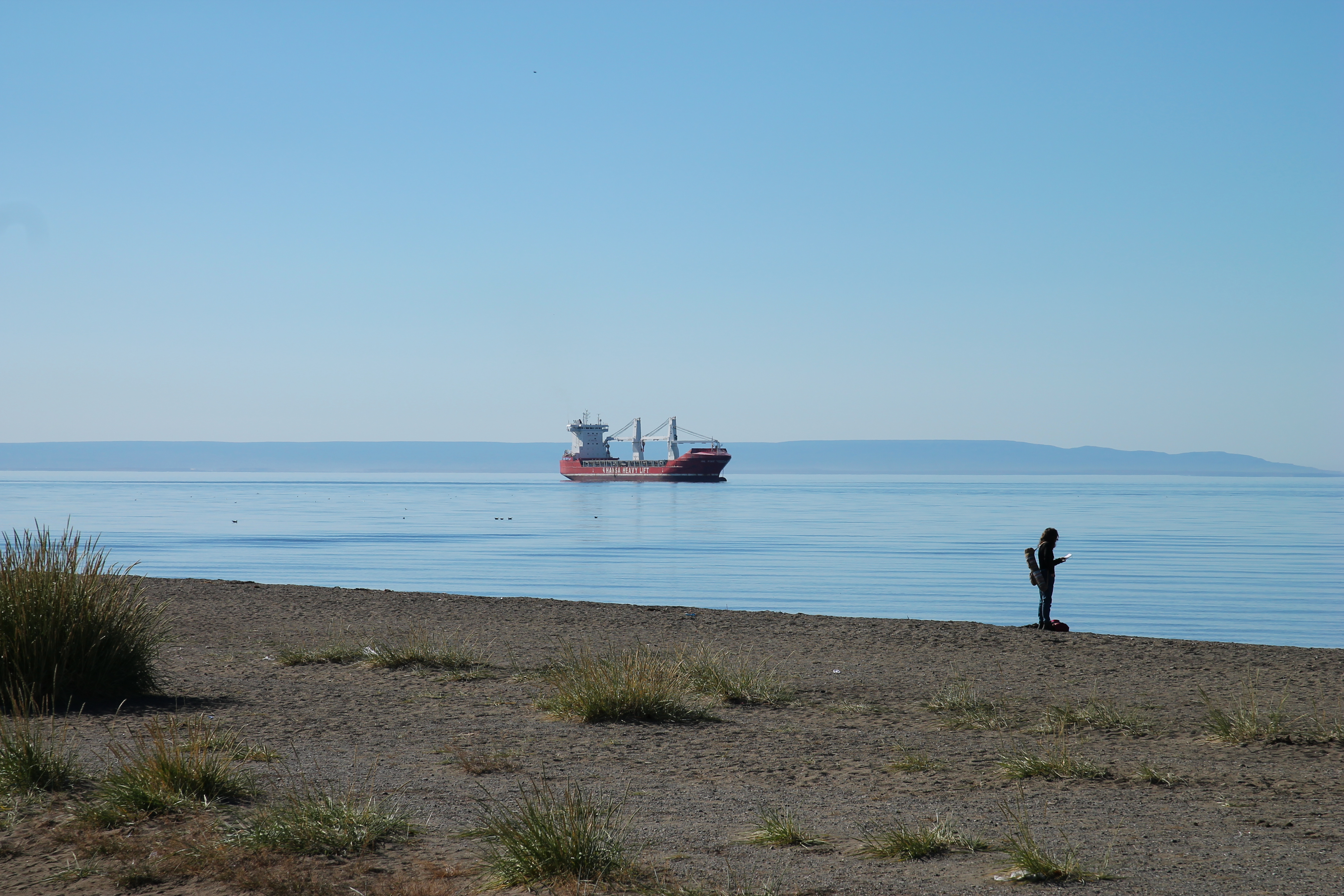
Magalhãesův průliv s lodí
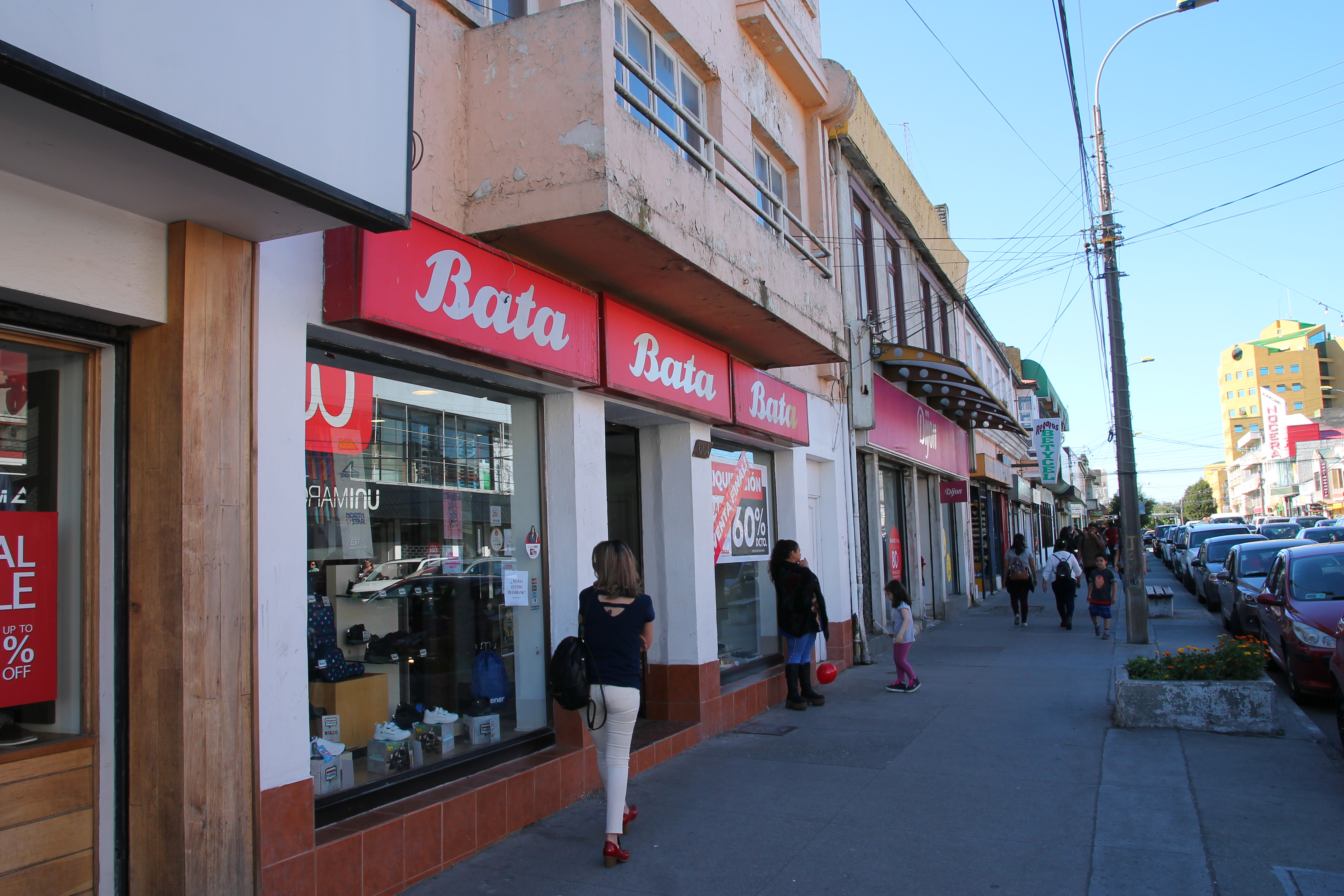
Obchod Baťa v Punta Arenas, nejjižnější Baťův obchod na světě